# Sebastiaan Labrie
Anton Sebastiaan Labrie (Leiden, 8 juli 1971) is een Nederlands acteur en presentator.

## Levensloop
Labrie begon met een studie theaterwetenschappen in Amsterdam maar stapte na een jaar, in 1993, over naar de toneelschool in Amsterdam. Daarna volgde hij in New York theaterworkshops.
In 2010 was Labrie een van de deelnemers aan het elfde seizoen van het RTL 5-programma Expeditie Robinson, hij eindigde als halvefinalist. In het voorjaar van 2022 was Labrie na twaalf jaar te zien in het speciale seizoen Expeditie Robinson: All Stars waarin oud (halve)finalisten de strijd met elkaar gaan om de ultieme Robinson te worden. Hij viel ditmaal als twaalfde af en eindigde daarmee op een gedeelde vierde plaats met Mariana Verkerk.

## Filmografie

### Acteur
- Liefde en Geluk – Michaël (1997)
- Onderweg naar Morgen – Olaf Zwart (1999-2002)
- Blauw Blauw (2000)
- Goede tijden, slechte tijden – Ray Groenoord (2003-2005)
- Boks – Robert Pels (gastrol, 2006)
- Complexx – Simon (gastrol, 2006)
- Enchanted - Robert Phillip (stem, 2007)
- Dol – gastrol (2009)
- Flikken Maastricht – Chiel Timmer (gastrol, 2009)
- Gooische Frieten – Beveiliger (gastrol, 2010)
- Het Huis Anubis: De Vijf en de Toorn van Balor – Balor (2010)
- The Passion – Goede misdadiger (2012)
- Flikken Maastricht – Nelson van Selst (gastrol, 2021)
- Disenchanted - Robert Phillip (stem, 2022)

### Presentator
- Holy Shit (KRO) (2006)
- BUYA (NCRV, 2000-2001)
- IJsvrij (NCRV, 2001)
- 3 op Reis (LLiNK en BNN)
- De ConsuMinderman (LLiNK)
- RTL Dakar 2011
- De PanAmericana Road Trip (Veronica)
- Countdown to Collision (Discovery Channel – 2012)
- How We Invented The World (Discovery Channel – 2012)
- Maasvlakte 2 (TV Rijnmond – 2012-2013)

### Kandidaat
- De zwakste schakel (RTL) (2004)
- Wie is de Mol? (AVRO) – Afvaller aflevering 6 (2009)
- Ranking the Stars (BNN, 2009)
- Dit was het nieuws (TROS) 25 april (2009)
- Expeditie Robinson (RTL 5) – Afvaller halve finale (2010)
- Try Before You Die 2 (BNN) – Aflevering 6 (2011)
- Fort Boyard 2014 (AVRO)
- Expeditie Robinson: All Stars (RTL 4) (2022)
- De Alleskunner VIPS (SBS6) (2023)